# Кенилореа, Питер
Питер Кенилореа (англ. Peter Kenilorea; 23 мая 1943, Такатака, Малаита, Британские Соломоновы острова — 24 февраля 2016, Хониара, Соломоновы острова) — первый премьер-министр независимых Соломоновых Островов (1978—1981 и 1984—1986).

## Биография
Родился в семье меланезийского священника-миссионера. В 1968 году окончил педагогический колледж в Веллингтоне (Новая Зеландия). В течение нескольких лет преподавал в средней школе города Хониара. С 1971 года — на государственной службе: в аппарате постоянного заместителя министра финансов, был представителем администрации в Центральном районе и на острове Малаита, работал в департаменте землеустройства. С 1974 года — секретарь главного министра. В 1975 году — комиссар Восточного района. Летом 1976 года избран членом Законодательной ассамблеи, избравшей его главным министром Соломоновых Островов.
С 7 августа 1978 года — премьер-министр независимого государства (до 1981 и в 1984—1986 годах).
С самого начала П. Кенилореа пришлось столкнуться с экономическими проблемами, нехваткой средств для социально-экономического развития и угрозами отделения Западных островов. Последняя была предотвращена после того, как Совету Западных Соломоновых Островов было в 1979 выплачено 7 тысяч долларов США.
Перед выборами 1980 года произошла перегруппировка политических сил. Кенилореа вместе со своими сторонниками создал новую ОПСО, или Объединённую демократическую партию. После выборов он возглавил новое правительство из представителей своей партии и независимых депутатов. Однако уже в августе 1981 года правящая коалиция распалась, поскольку независимые отказались поддерживать Кенилореа.
После выборов 1984 года сформировал новое правительство с участием своей Объединённой партии, независимых и новой партии «Ано Сегуфенула». В 1986 году на острова обрушился циклон Наму, один из самых сильных в истории архипелага. Он унёс 90 жизней, причинил материальный ущерб в миллионы долларов и существенно подорвал престиж правительства. Наконец, самого премьер-министра обвинили в том, что он истратил полученную от Франции помощь на восстановление своей родной деревни на острове Малаита. В результате был вынужден в декабре 1986 года уступить пост главы правительства своему заместителю Эзекиэлю Алебуа.
В 1988—1989 и 1990—1993 годах — министр иностранных дел. Вошёл в кабинет «национального единства и согласия» после того, как покинул собственную партию.
После начала межэтнических столкновений в государстве был сопредседателем мирных переговоров и стал председателем Совета по наблюдению за миром, состоящего из восьми членов, который был создан в августе 2000 года.
В седьмом созыве парламента, который заседал с 2001 по 2005 год, был спикером. Был кандидатом на пост генерал-губернатора в середине июня 2004 года, но получил только 8 из 41 голоса в парламенте, заняв второе место после Натаниэля Ваэны, который получил 27 голосов. После всеобщих выборов 2006 года был переизбран спикером парламента. Занимал эту должность до 2010 года.
Впоследствии попытался вернуться в парламент и потерпел неудачу на дополнительных выборах в округе в августе 2012 года.
Он умер 24 февраля 2016 года от естественных причин. Его сын Питер Кенилореа-младший был избран членом парламента в апреле 2019 года.